# Sint-Mattiaskerk (Krefeld)

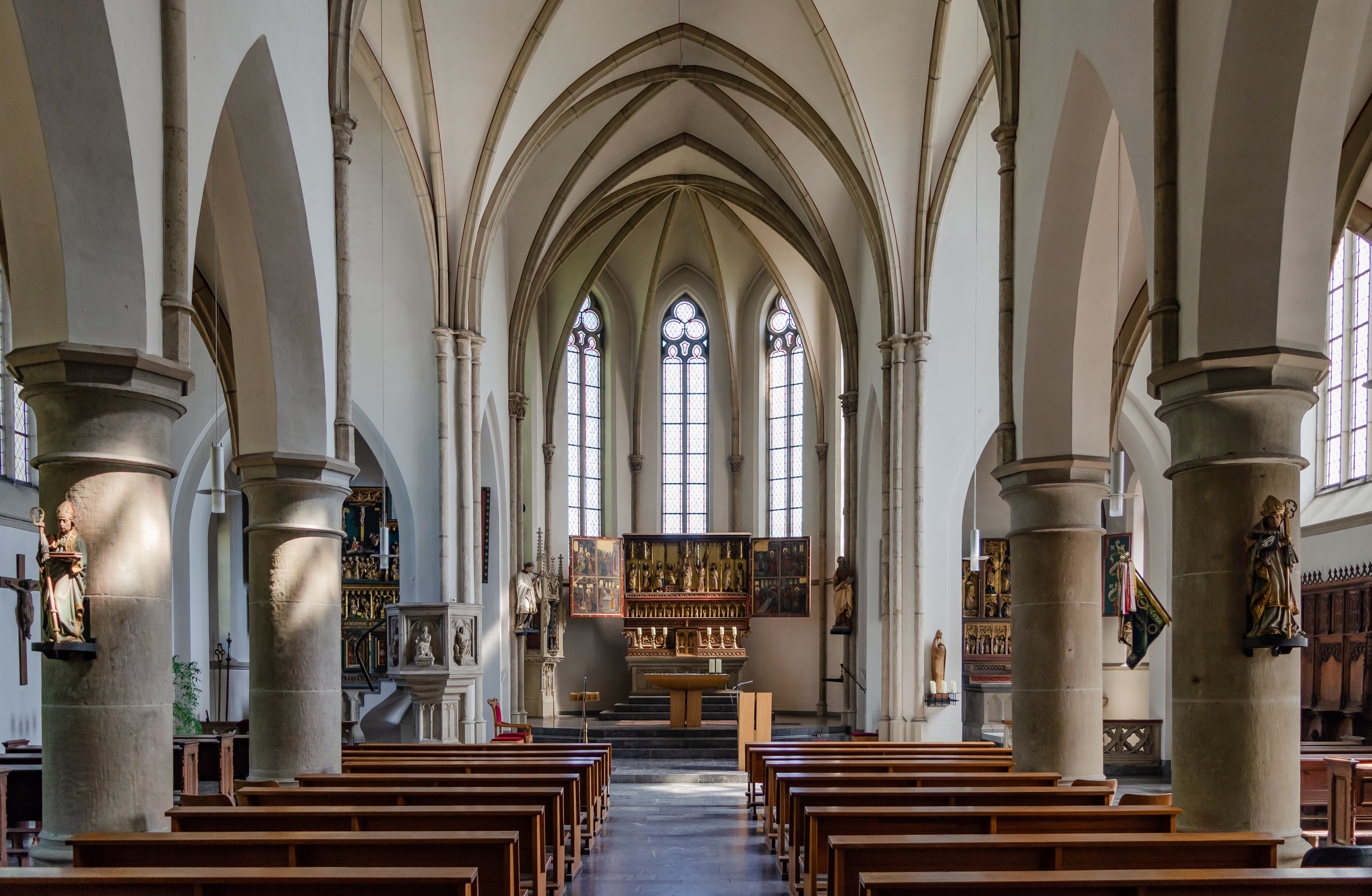
Interieur

De Sint-Mattiaskerk (Duits: St. Matthiaskirche) is een rooms-katholiek kerkgebouw in Hohenbudberg am Rhein, een stadsdeel in de Duitse stad Krefeld.
De kerk werd voor het eerst vermeld in het jaar 1150 als een driebeukige basiliek met een drie verdiepingen tellende toren. In de jaren 1852-1854 werd de kerk naar het plan van Vincenz Statz opnieuw gebouwd in neogotische stijl, waarbij de romaanse toren uit de 12e eeuw behouden bleef. Op 27 augustus 1854 vond de wijding van de nieuwe kerk plaats.
Bij bombardementen werd de kerk op 9 februari 1945 ernstig beschadigd. Herbouwwerkzaamheden werden in 1949 afgesloten.
Aan de kerk grenst een kerkhof dat uitzicht biedt op de Rijn.